# 新薩皮 (路易斯安那州)
新薩皮（英語：New Sarpy）是位於美國路易斯安那州聖查爾斯堂區的一個普查規定居民點。

## 人口
根據2020年美國人口普查的數據，新薩皮的面積為3.57平方千米，當中陸地面積為2.64平方千米，而水域面積為0.93平方千米。當地共有人口1169人，而人口密度為每平方千米327.45人。